# Silberkehl-Schwanzmeise

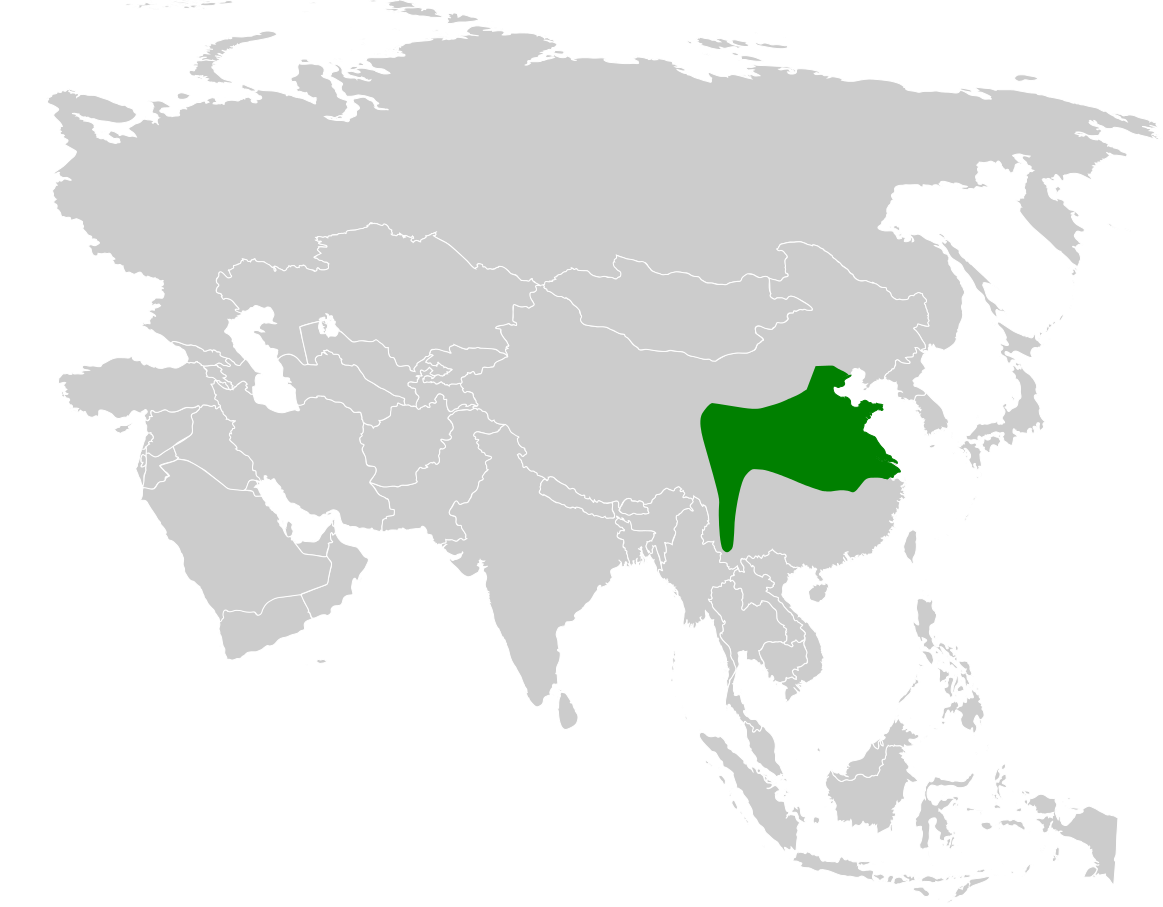
Verbreitungsgebiet der Silberkehl-Schwanzmeise

Die  Silberkehl-Schwanzmeise (Aegithalos glaucogularis ) ist ein endemisch in China vorkommender Sperlingsvogel aus der Familie der Schwanzmeisen (Aegithalidae). Der Artname basiert auf den lateinischen Wörtern glaucus (blaugrau) und gula (Kehle). Die Art wurde früher als Unterart der Schwanzmeise (Aegithalos caudatus) angesehen, jedoch aufgrund genetischer Unterschiede als eigenständige Art anerkannt.

## Merkmale
Die Silberkehl-Schwanzmeise erreicht eine Gesamtkörperlänge von ca. 11 bis 13 Zentimetern, wovon der Schwanz 5 bis 8 Zentimeter ausmacht. Das Gewicht beträgt 6,5 bis 9,0 Gramm. Zeichnungsmäßig unterscheiden sich die Geschlechter nicht. Der Oberkopf ist schwarzbraun und zeigt einen breiten weißlichen Mittelscheitel. Das Rückengefieder einschließlich der Flügel und der langen Schwanzfedern ist grau, lediglich die Armschwingen sind schwarzgrau. Die Flanken sind zuweilen schwach rosa. Von der cremefarbenen Unterseite hebt sich ein namensgebender silbergrauer Fleck auf der Kehle ab. Der sehr kurze Schnabel ist schwarz, Beine und Füße sind grau.

## Ähnliche Arten
Die Schwanzmeise unterscheidet sich von der Silberkehl-Schwanzmeise durch das Fehlen des silbergrauen Flecks auf der Kehle.

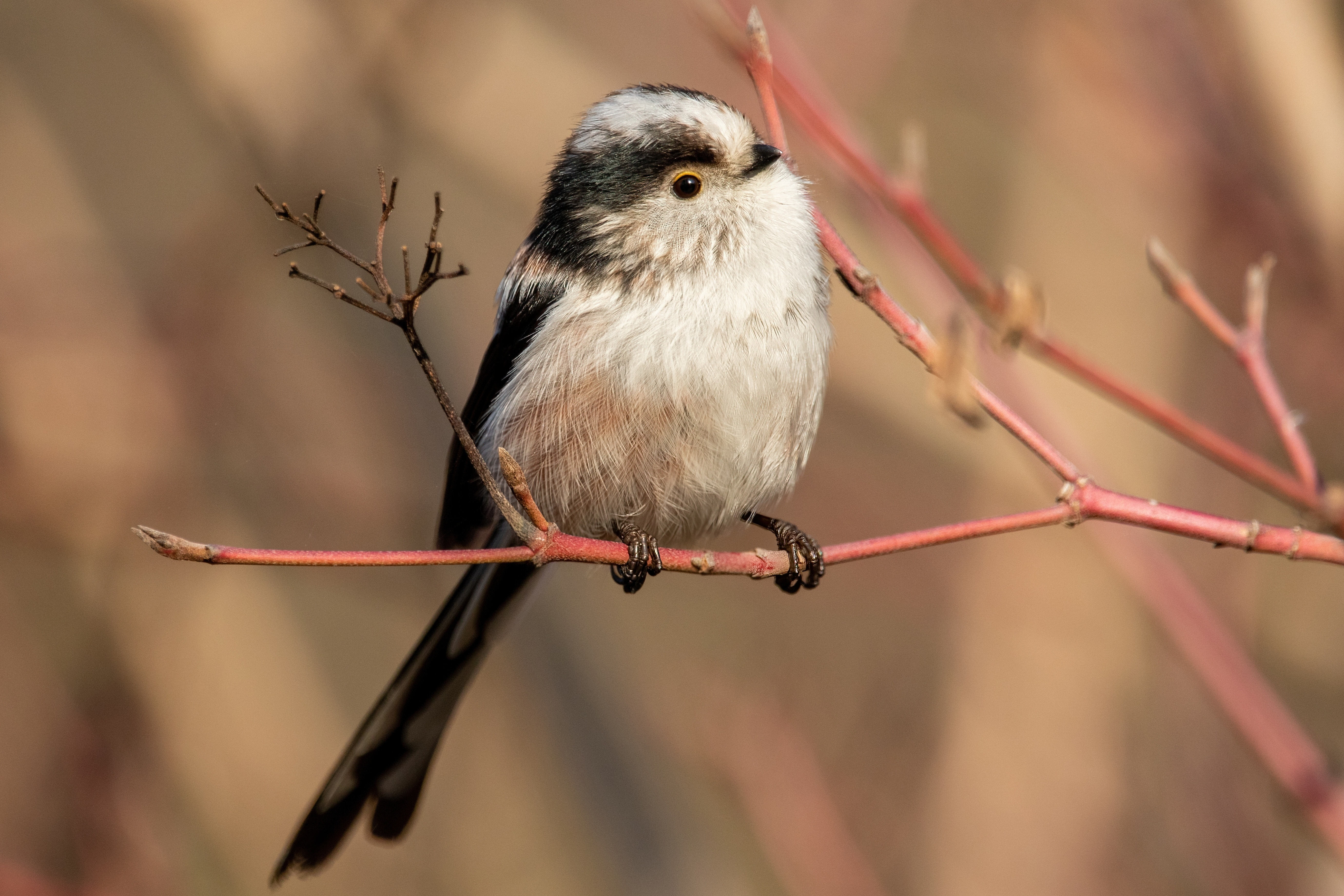
Schwanzmeise
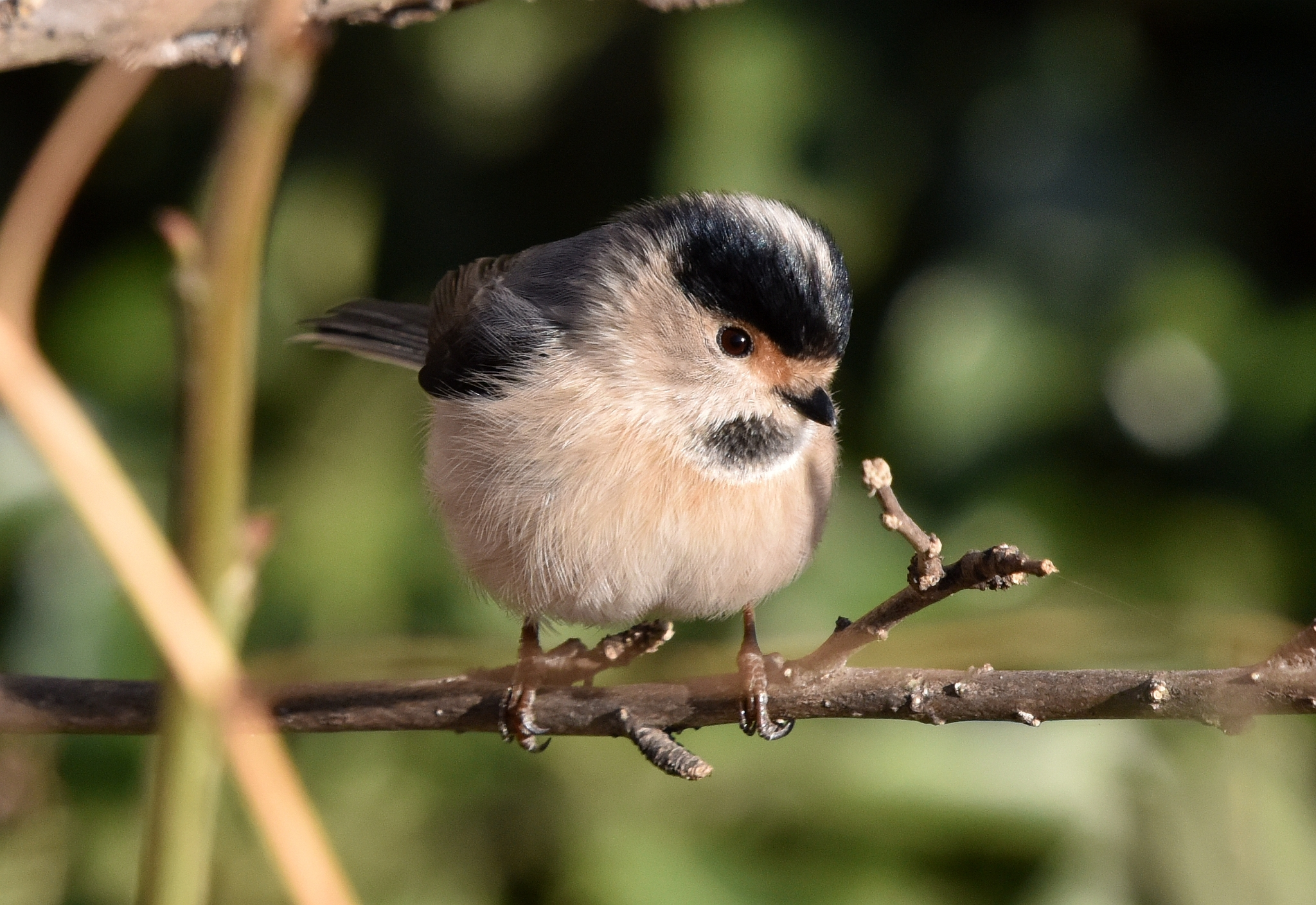
Silberkehl-Schwanzmeise

## Verbreitung, Unterarten und Lebensraum
Die Silberkehl-Schwanzmeise kommt ausschließlich in China vor. Ihre bevorzugten Lebensräume sind Mischwälder und Gebüschlandschaften. Die Höhenverbreitung reicht vom Flachland bis auf rund 3050 Meter. Neben der im Jangtsekiangbecken beheimateten Nominatform Aegithalos glaucogularis glaucogularis lebt die Unterart Aegithalos glaucogularis vinaceus im Gebiet um den Gelben Fluss sowie in Teilen von Liaoning, Gansu, Qinghai, Sichuan und Yunnan.

## Lebensweise
Silberkehl-Schwanzmeisen halten sich meist zusammen mit Artgenossen in kleinen Gruppen auf. Ihre Nahrung nehmen sie oft gemeinsam auf, indem sie an Zweigen hängen und nach Insekten und Samen suchen. Ihre Brutsaison liegt je nach Region zwischen Ende Januar und Ende Mai. Wenn die erste Brut scheitert, wird eine zweite Brut begonnen. Das Nest wird bevorzugt in folgenden Pflanzen angelegt: Chinesische Stechpalme (Ilex cornuta), Spießtanne (Cunninghamia lanceolata), Pinus massoniana oder Formosa-Wacholder (Juniperus formosana). Die Nesthöhe variiert zwischen 0,15 und 10,0 Metern über dem Erdboden. Das Nest hat eine gewölbte ovale Form mit einem seitlichen Eingangsloch nahe der Oberseite. Als Nestmaterialien werden Moos, Flechten, Spinnweben, Wurzeln, Rindenstückchen, Federn sowie dünne Gräser und Stängel verwendet. Das Weibchen legt fünf bis zehn Eier, die es allein ausbrütet. Die Jungen schlüpfen nach 13 bis 15 Tagen. Sie werden von beiden Eltern sowie oft auch von weiteren Artgenossen versorgt und verlassen das Nest nach 15 bis 16 Tagen.
In einer mehrjährigen Untersuchung wurden die Erfolgschancen der Nester untersucht. Dabei zeigte sich, dass nur bei etwa 24 % der bebrüteten Nester erfolgreich die Jungen aufgezogen wurden. Folgende Gründe waren für Misserfolge verantwortlich: 60 % wurden von Vögeln oder Säugetieren (in erster Linie Rabenvögel und Marder) geplündert, 9 % fielen Schlangen zum Opfer, 24 % wurden von den Eltern aufgegeben, 4,5 % von Menschen zerstört und 2,5 % wurden von Regen, Schnee oder aus anderen Gründen vernichtet.

## Gefährdung
Die Silberkehl-Schwanzmeise ist in ihren Vorkommensgebieten nicht selten und wird demzufolge von der Weltnaturschutzorganisation IUCN als „least concern = nicht gefährdet“ geführt.